# Toni Bonji
Toni Bonji, pseudonimo di Antonio Barbante (Lecce, 27 agosto 1977), è un comico e cabarettista italiano.
La sua comicità si basa principalmente su giochi di parole e nonsense. È noto per aver partecipato a Quelli che il calcio per quattro stagioni dal 2017 al 2021, e al programma GialappaShow dal 2023.

## Biografia
Dopo il diploma da geometra, ha iniziato la sua carriera come animatore nei villaggi turistici. Nel 2009 prende parte a Zelig Off e nel 2011 a Central Station, in onda su Comedy Central, con il personaggio del presentatore folle.
Nel 2015 rilancia la carriera partecipando come concorrente a Italia's Got Talent dove presenta il numero comico delle ombre cinesi in playback, arrivando fra i 12 finalisti. Nel 2016 entra nel cast di Colorado, presentato da Luca Bizzarri e Paolo Kessisoglu, con il personaggio del presentatore alternativo, risultando fra i pochi a salvarsi nell'annata più negativa per ascolti del programma.
L'anno seguente Luca e Paolo lo portano con loro come elemento comico nel cast di Quelli che il calcio, dove interpreta il personaggio dello scrittore di anti best-seller Gustavo delle Noci o l'inviato speciale Paride Coccio per quattro stagioni, sino alla chiusura del programma.
Dal 2023 fa parte del programma GialappaShow su TV8, dove riprende il personaggio di Gustavo Delle Noci, e ne crea altri tra cui il Demotivatore, caricatura dei guru motivazionali, che compare in brevi sketch in bianco e nero dispensando brevi aforismi improntati al pessimismo e alla rassegnazione.

## Televisione
- Zelig Off (Canale 5, 2009) – comico
- Central Station (Comedy Central, 2011) – comico
- Italia's Got Talent (Sky Uno, 2015) – concorrente
- Colorado (Italia 1, 2016)
- Quelli che il calcio (Rai Due, 2017-2021) – comico
- GialappaShow (TV8/Sky Uno, 2023-in corso) – Comico

## Libri
- Credevi di non farcela. Per una volta hai avuto ragione. Manuale di psicologia inversa, 2024, Mondadori, ISBN 9788804791003